# Saint-Calez-en-Saosnois
 Saint-Calez-en-Saosnois  es una población y comuna francesa, situada en la región de Países del Loira, departamento de Sarthe, en el distrito de Mamers y cantón de Mamers.

## Demografía
| 237 | 225 | 180 | 155 | 133 | 166 |
| Para los censos de 1962 a 1999 la población legal corresponde a la población sin duplicidades (Fuente: INSEE [Consultar]) |     |     |     |     |     |